# Große Straße 43 (Osnabrück)

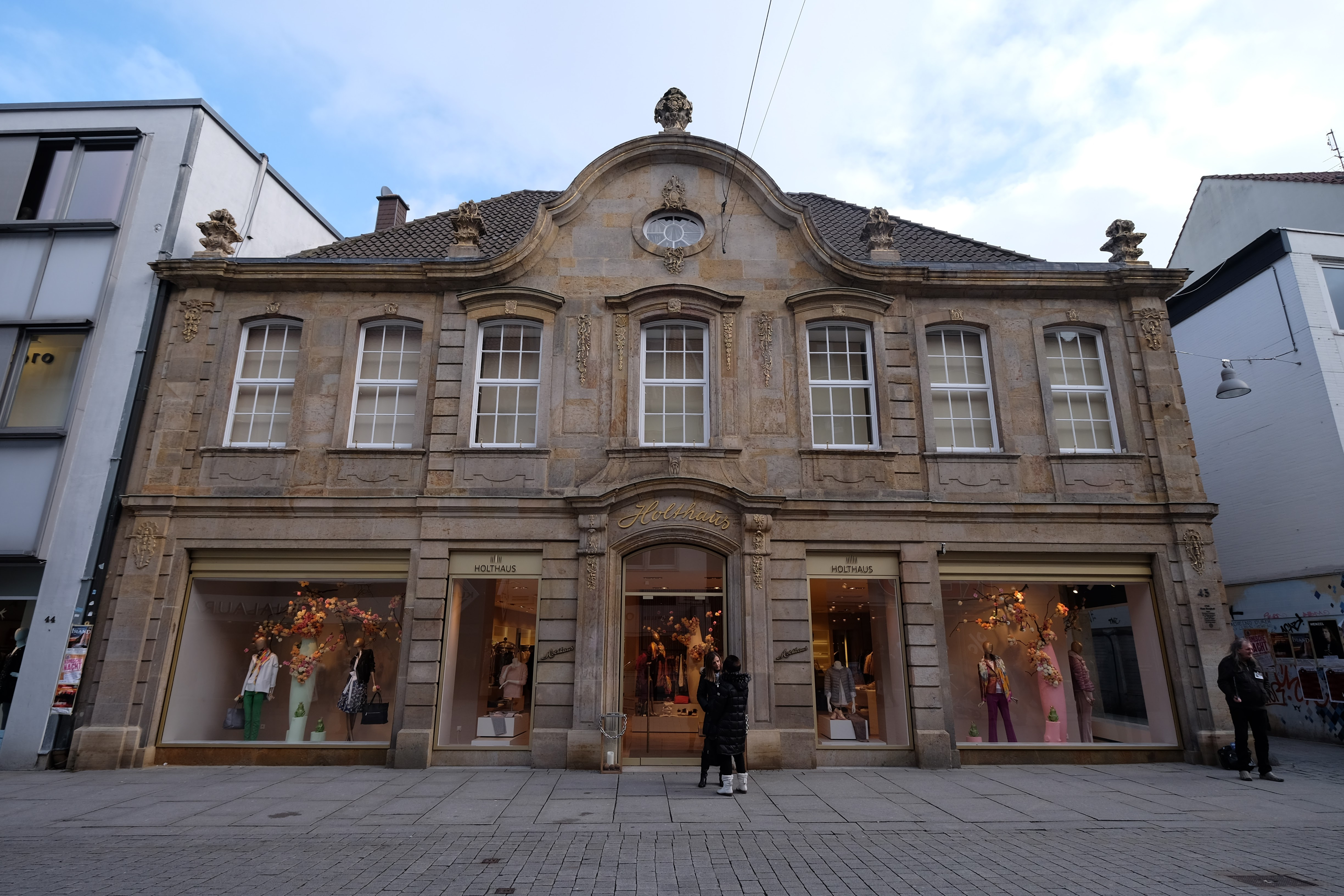
Gebäude Große Straße 43 in Osnabrück

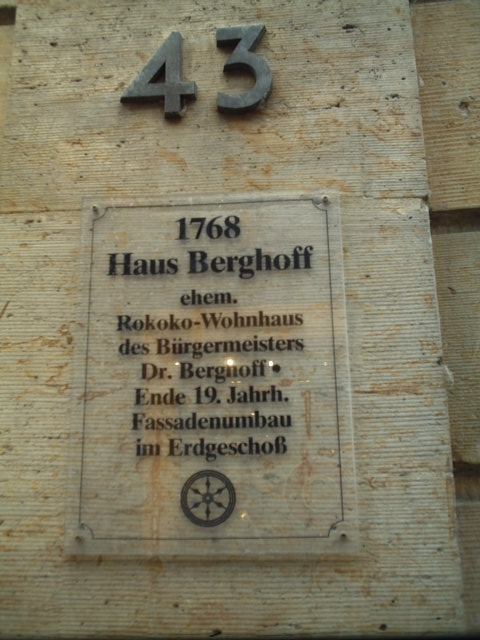
Informationstafel

Das Gebäude Große Straße 43 in Osnabrück ist ein denkmalgeschütztes Wohnhaus. Nach seinem Erbauer wird es auch Haus Berghoff genannt.
Das zweigeschossige Traufenhaus mit sieben Achsen wurde 1768 im Auftrag des ehemaligen Bürgermeisters Dr. Berghoff erbaut. Die fein gegliederte und nach französischem Vorbild in Norddeutschland seltene ornamentierte Rokoko-Sandsteinfassade ist vorgeblendet. Sie weist über dem Mittelrisalit einen geschwungenen Giebel mit Ochsenauge sowie Vasenbekrönung auf. Das Gebäude brach in seiner Entstehungszeit erstmals mit der traditionellen giebelständigen Bauweise. Auch die Ecklisenen sind mit Vasen bekrönt. Die Fassade des Wohnhauses wurde zum Ende des 19. Jh. umgebaut und ein Ladengeschäft im Erdgeschoss eingerichtet. Nach den starken Zerstörungen im Zweiten Weltkrieg ist es eines der wenigen erhaltenen historischen Bürgerhäuser in der niedersächsischen Stadt. Es wurde jedoch im Inneren gänzlich erneuert.